# TKW
TKW — лёгкая польская башенная танкетка тридцатых годов.

## История
Необходимость создание данной танкетки была вызвана тем, что у танкеток без башни был слишком небольшой угол обстрела. Таким образом, в 1936 году разработали вариант с башней.

## Исчезновение образца
В 1939 г. образец вместе с другими танкетками бросили в бой. 5 сентября он пошёл в атаку, и связь с ним прервалась. Скорее всего его захватили немцы.